# Сокольный
 Сокольный  — поселок в Звениговском районе Республики Марий Эл. Входит в состав Кокшамарского сельского поселения.

## География
Находится в южной части республики Марий Эл на расстоянии приблизительно 22 км по прямой на северо-запад от районного центра города Звенигово на левом берегу Волги.

## История
Посёлок возник как Заволжское лесничество Марпосадского лесхоза Чувашской республики, существовавшее здесь до 1991 года, с 1993 года располагается Кокшамарское лесничество.

## Население
Население составляло 12 человек (чуваши 64%) в 2002 году, 15 в 2010.